# Klára Marková
Klára Marková (1952. július 7. – 2014. szeptember 27.) szlovák régésznő.

## Élete
A Comenius Egyetemen végezte régészeti tanulmányait, majd rövid ideig a Pozsonyi Városi Múzeumnál dolgozott. Ezután a Régészeti Intézet munkatársa lett.
Főként a késő eneolitikum és kora bronzkor régészetével, ezen belül elsősorban a Hatvani kultúrával, az erődített helyekkel és a borostyánkővel foglalkozott. Alapos munkával feldolgozta Štefan Janšák régészeti hagyatékát is. Többek között Csornokon, Gajaron, Kisgeszten és Méhin is ásatott.
Tagja volt a szlovákiai történeti üveg kutatóbizottságának, a Szlovák Régészeti Társaságnak, ill. az UISPP Commitee on the Study of Amber-nek

## Művei
- 1993 Bernsteinfunde in der Slowakei während der Bronzezeit. In: Beck, C. – Bouzek, J. (Edts.): Amber in Archaeology - Proceedings of the Second International Conference on Amber in Archaeology. Liblice 1990. Praha, 171-178.
- 1994 Analýza železnej výstuže okraja nádoby z Veľkej Lomnice, okr. Poprad. Študijné zvesti 31, 31-41. (tsz.)
- 1998 Osobitosti sídliska tellového typu vo Včelinciach. Slovenská archeológia XLVI-2, 205-224. (tsz. Václav Furmánek)
- 2000 Steinerne Gussform aus Santovka-Maďarovce. In: Kadrow, S. (Ed.): Turning of Ages. Kraków, 393-404.
- 2001 Die Plastik in der älteren Bronzezeit in der Slowakei. In: Stuka epoki brazu i wczesnej epoki źelaza w Europie środkowej. Wroclaw – Biskupin, 353-364.
- 2008 Včelice – archív dávnej minulosti. Nitra (tsz. Václav Furmánek)
- 2009 Amber in the Context of Cultural Interactions in the Carpathian Basin in the Early Iron Age. In: Amber in Archaeology. Beograd, 110-123. (tsz. Susanne Stegmann-Rajtár)
- 2013 The Oxford Handbook of the European Bronze Age. Oxford: University Press (társszerző)